# Народна игра у народним орским песмама
У нашим народним песмама налази се расуто мноштво појединости о игри, игрању и играчима. Народ, дотичући се у орским песмама играња, игара и играча, не пренебрегава ништа што је, по његовом схватању, и у животу од важности кад је у питању игра. Било да су те песме озбиљне или шаљиве, било да опевају какав догађај или обичај при игри, оне су увек огледало народног односа према томе предмету, па следствено, и огледалач народног односа према игри.

С обзиром на све то, појединости у вези са игром у народним орским песмама могу се поделити на следеће групе:

### Зашто се игра
Као што је у народном животу љубав према игрању једно од првих психолошких објашњења зашто наш народ игра, тако је и у орским народним песмама љубав према игрању најчешћи покретач у игру. Наводимо песму у којој се на шаљив и претеран начин подвлачи та љубав која прелази у страст:

„Расипај оро, Трендо,

Пођи си дома, Трендо,

Пођи си дома, Трендо,

Дете ти плаче, Трендо!"

— „Нека ми плаче, лудо,

Нека ми плаче, мало,

Свекрва имам, лудо,

Нека га теши, младо." (Мијачка)

„Гледање“ момака и девојака у колу, о чему се говори у орским песмама, још један је разлог зашто се игра, баш као и у народном животу. Под „гледањем“ се подразумева и узајамно посматрање младих, и њихово упознавање, и њихови разговори и шале за време играња, и поређење са другим девојкама и момцима, и одабирање:

Фатајте се, б'јеле руке,

Гледајте се, црне очи!

Ој, да купимо,

Ој, младе момке,

Ој, и девојке,

Ој, да се виде,

Ој, и познаду,

Ој, да играју,

Ој, и да певају,

Ој, издалека,

Ој, и изблиза,

Ој, познаници,

Ој, и незнанци.
Ој, посла мене моја мати

У Косово заиграти,

Себи момка изабрати.(Далматинско Косово, Врлика, Книн)

Најзад, има орских песама које показују да и материјална добит може бити покретач у игру:

Опша, јараша!

Ја играм за сира, за брашно,

За чашу ракије

Да се свирач напије.(Лазаричка песма и игра. Бранковина код Ваљева)

Таквих примера, међутим, нема много. Уколико се јављају, они су у најтешњој вези са традиционалним обичајем играња и певања за награду, какав је случај са Лазарицама. Та веза са лазаричким обичајима у Бранковини је била још жива у лето 1940. године, када је ова орска песма забележена, док је у то време у Косјерићу, већ била ишчезла. За разлику од већине других лазаричких песама, чија пригодна и алегорична садржина обично наговештава обредномађиску функцију, овде је истакнуто оно што је споредно. И тако су обредномађиске побуде играња, што је битно у лазаричком обичају, овде потиснуте побудама материјалне природе, као што је и функција ових игара временом измењена од обредне у економску.!

### Кад се игра
Питање о томе кад се игра, у народним орским песмама посматра се на два начина: прво, са временског гледишта, и друго, са гледишта доба живота и животних околности.
Стихови:
„Је л' играјте, да играмо,

Данас оро, сутра нема!" (Темска, срез Нишавски)

и други, њима слични, указују на чињеницу да су прилике за играње у нашем народу биле везане за извесне одређене дане, као што су сабори, свадбе, празници и друге свечаности, и да се изван тога није играло на јавним местима и великим скуповима. То временско ограничење играња, изражено у орским песмама, поклапа се, дакле, са традиционалним обичајем играња у извесне нарочите дане.
Интересантнији су примери из друге групе, у којима се наговештава ограничење права играња с обзиром на животне прилике и доба старости:

Играј, Јано, да играмо

Док смо млади и зелени! (Село Гњилан код Пирота)

А ја знадем ко ј' за коло:

Млади момци нежењени

И девојке неудате;

И то знадем кои није:

Ко се скоро оженио —

Сваког добра пожелио...
И ја знадем која није

За то коло, за то оро,

За шарина хоровода:

Која с' скоро удомила —

Сваког добра пожелила.
Оди, Маро, да играмо

Докле војна не имамо

А на нашим белим врату.
А кад војна узимамо,

Онда коло то шарино,

То шарино и китњасто,

То китњасто, окићено,

То нам коло, короводе,

Короводе, плети танац

За навеке пропаднуће.
Не да војно колу доћи,

Ни по колу погледати,

А камоли заиграти;

Не да стати до ког 'оћеш,

Ни погледат“ куда волиш ...
„За те коло дивојачко

К'о за сл'јепог јарко сунце.
Сид' код дома, играј кола,

Играј кола невестичког

Са невестам' и женама
А недавно доведеним."

Кан' да ће му двор побећи!

За жаљење је што Милош Милојевић, из чије су збирке узета последња два примера, није означио из кога су краја те орске песме. Судећи по језику, оне би могле припадати коме икавском подручју, мада икавско наречје није доследно спроведено. Карактеристично је ограничење права играња на време пре женидбе, односно пре удаје; удата жена то право може да користи само у строгој изолованости, потпуно приватно, готово скривено, под домаћим окриљем, искључиво у друштву удатих жена. Подела на „дивојачко“ и „невестичко“ коло друга је упадљива карактеристика изражена у овим орским песмама.

### Место и околности за играње
У песмама за игре има помена да се играње изводи, прво, у самоме селу, што потпуно одговара традиционалном обичају играња на сеоској раскрсници, или „средсело":

У село оро големо. (Горње Неродимље).
Прођо' село — разби' чело;

Прођо' друго — разби' уво;

Прођо' треће — разби плеће,

У четвртом коло игра.

Као место за играње помиње се и простор код цркве или манастира, што је тако исто у складу са негдашњим обичајем играња на саборима приликом црквених и манастирских слава:

Играло је Зетско коло

Пред Жупсцијем манастиром.(Бока которска):

Под Рударску цркву оро ми игра,

Оро ми игра, оро девојачко. (Лесковац)

Има орских песама и са географски означеним местом на коме се игра:

Две девојке коло воде

С ону страну Саве воде.(Далматинско Косово, Врлика, Книн)

Игра коло на ливади,

На трави зеленој.(Пећ)

### Позиви у игру
Орске песме са мотивима који значе позивање у игру имају различите функције: ако се изводе у почетку сабора или игранке, оне обично служе као знак да народна игранка почиње и да они који желе да играју треба да се прикупе. Тим позивима се наговештава и жеља за играњем:

Ај' те друге, да играмо! (Косовска Митровица)

О' те друге, да играмо! (Горње Неродимље)

Ор' се, бер' се, оро да беремо!
Бер' те, бер' те, мене не чекајте (Гњилане)

литература:
- Љубица и Даница С. Јанковић, Народне игре, VI књига
- Влад. Р. Ђорђевић: Српске народне мелодије
- Милош С. Милојевић: Песме и обичаи укупног народа србског